# بيترو راب
بيترو راب (1 أكتوبر 1992 بكانتون تيسينو في سويسرا - ) هو لاعب كرة قدم سويسري في مركز الهجوم. لعب مع نادي ثون ونادي فولن ونادي لوكارنو.

## وصلات خارجية
- بيترو راب على موقع قاعدة بيانات كرة القدم.إي يو (الإنجليزية)
- بيترو راب على موقع Soccerway.com (الإنجليزية)
- بيترو راب على موقع عالم كرة القدم.نت (الإنجليزية)